# Połaniec
Połaniec ((uitspraakⓘ)) is een stad in het Poolse woiwodschap Święty Krzyż, gelegen in de powiat Staszowski. De oppervlakte bedraagt 17,19 km², het inwonertal 8419 (2005).

## Verkeer en vervoer
- Station Połaniec